# François-Xavier Menoud
François-Xavier Menoud, né le 26 juillet 1821 à La Magne et mort le 15 septembre 1904 à Fribourg, est une personnalité politique suisse, membre du parti conservateur.
Il est membre du Conseil des États de fin 1872 à avril 1883 et du Conseil d'État du canton de Fribourg de 1876 à 1892, successivement à la tête de la Direction des travaux publics, de celle de la justice, puis de celle des finances.

## Source
- Georges Andrey, John Clerc, Jean-Pierre Dorand et Nicolas Gex, Le Conseil d’État fribourgeois : 1848-2011 : son histoire, son organisation, ses membres, Fribourg, Éditions La Sarine, 2012, 143 p. (ISBN 978-2-88355-153-4, lire en ligne), p. 49-50